# Micropaleontologia
A Micropaleontologia é a disciplina paleontológica que se ocupa do estudo de fósseis de pequenas dimensões, apenas observáveis com o auxílio de instrumentos de ampliação (lupas binoculares ou microscópios ópticos e electrónicos),  ou seja, que se ocupa do estudo dos microfósseis (do grego mikrós, pequeno + Paleontologia).
Ao contrário, por exemplo, da Paleozoologia ou da Paleobotânica (disciplinas da Paleobiologia), a Micropaleontologia é definida não com base num determinado grupo biológico, mas sim segundo critérios estritamente metodológicos, directamente relacionados com a especificidade do estudo dos microfósseis, devido às suas pequenas dimensões.

## Microfósseis
Mais frequentemente, a designação microfóssil é aplicada a fósseis de organismos que, no seu estado adulto, têm menos  1-2 mm de dimensão máxima ou a fósseis de partes isoladas(dentes, ossículos, carapaças, etc.) de organismos de maiores dimensões que sejam dessa classe dimensional (do grego mikrós, pequeno + fóssil).
Contudo, por vezes, fósseis com dimensões superiores, até 4 ou 5 mm de dimensão máxima, também recebem esta designação, sendo o seu estudo incluído na Micropalentologia, por apenas poderem ser analisados adequadamente com a ajuda de microscópios.

## Principais tipos de microfósseis
Frequentemente, são individualizadas áreas científicas distintas no seio da Micropaleontologia de acordo com a composição química dos microfósseis e, consequentemente, da metodologia do seu tratamento laboratorial e do seu estudo. Uma vez mais, são as metodologias de investigação e o tipo de fósseois estudado (quanto à composição química ou a dimensão) que determinam as áres no seio da Micropaleontologia e não um ou outro grupo biológico particular.
Microfósseis carbonatados: Como no caso dos fósseis dos foraminíferos, dos ostracodos e dos cocolitóforos.
Microfósseis fosfatados: Como no caso dos fósseis de dentes de organismos vertebrados de pequenas dimensões (por exemplo, de pequenos roedores) ou de outros organismos cordados como os conodontes.
Microfósseis silicatados: Como no caso dos fósseis de diatomáceas, dos radiolários e de espículas de esponjas.
Microfósseis orgânicos: Como do caso dos fósseis dos pólenes, dos esporos, estudados no âmbito da Paleopalinologia ou da Palinologia.

## Importância da Micropaleontologia e dos microfósseis
A partir dos fósseis, uma vez que eles são vestígios de organismos de grupos biológicos do passado que surgiram e se extinguiram em épocas definidas da história da Terra, pode fazer-se a datação relativa das rochas em que ocorrem e estabelecer correlações (isto é, comparações cronológicas, temporais) entre rochas de locais distantes que apresentem o mesmo conteúdo fossilífero. O estudo dos fósseis e a sua utilização como indicadores de idade das rochas são imprescindíveis, por exemplo, para a prospecção e exploração de recursos geológicos tão importantes como o carvão e o petróleo.
Os microfósseis devido às suas diminutas dimensões (existem muitos em pequenas amostras de rocha) e ao facto de, frequentemente, serem vestígios de organismos marinhos planctônicos (têm grande distribuição geográfica e curta distribuição temporal), são extremamente úteis como marcadores biostratigráficos, ou seja, como elementos de datação das sequências rochosas.
A Micropaleontologia, com a sua aplicação direta à prospecção petrolífera, é seguramente, a atividade profissional em que mais paleontólogos emprega - e com melhores remunerações - por esse mundo fora.

## Para saber mais
- Micropaleontologia
- Fóssil índice
- Temas de Paleontologia